# Oorlogsmonument (Stavelot)

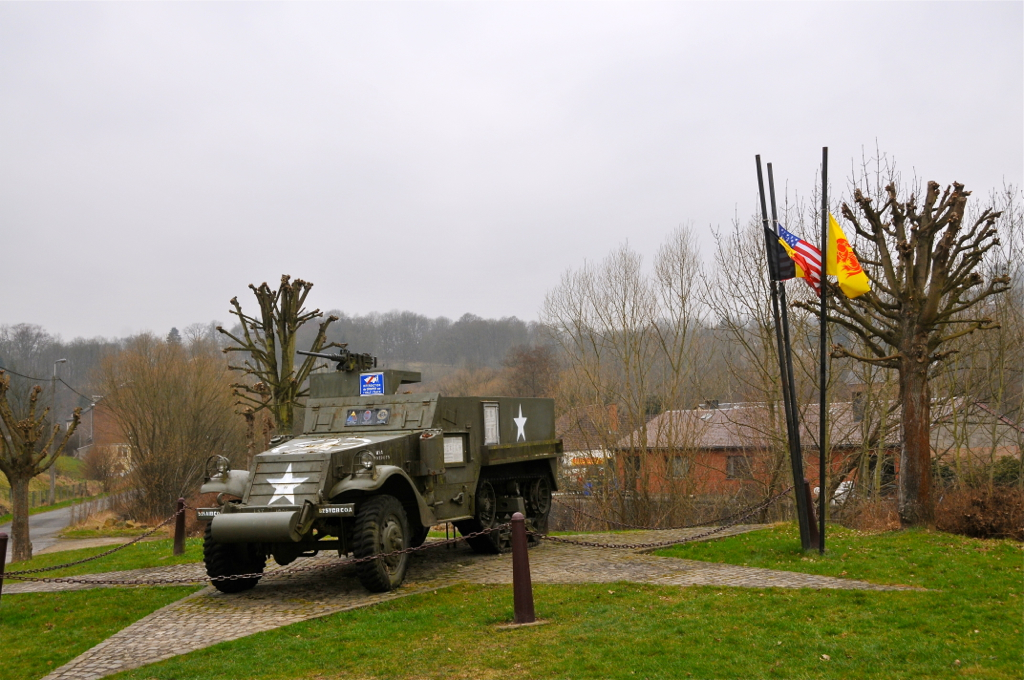
Oorlogsmonument in Stavelot

Het Oorlogsmonument is een monument in de Belgische stad Stavelot. Het oorlogsmonument staat aan de Quai des Neug Moulins / Route de Wanne / Chemin du Château in het zuidoosten van het dorp, vlak bij de brug Place du 18 Décembre 1944 over de Amblève. Het voertuig is van het type M3A1 Half-Track.

## Geschiedenis
In december 1944 verdedigden de Amerikanen in de Tweede Wereldoorlog tijdens de Slag om de Ardennen het stadje Stavelot. Dit gebeurde van 18 december 1944 tot 13 januari 1945. Amerikaanse soldaten en tankjagers slaagden erin om een aantal Duitse tanks uit te schakelen maar behaalden geen overtuigende overwinning.

## Monument
Na de oorlog werd er bij de brug een monument opgericht om de geleverde gevechten door de Amerikanen te herinneren. De half-track is afkomstig uit Normandië, waar hij was gebruikt tijdens de landing op Normandië. Hij hoorde bij het 526th Armored Infantry Battalion, A-Company. Hoewel het pantservoertuig geen tank is, is dit monument te beschouwen als een tankmonument.